# Burgos
Búrgos je mesto na severu Španije in zgodovinsko glavno mesto Kastilije. Nahaja se na sotočju pritokov reke Arlanzón, na robu iberske osrednje planote. Ima okoli 180.000 prebivalcev v mestu in še 20.000 v metropolitanskem območju. Je glavno mesto province Burgos, v avtonomni skupnosti Kastilija in Leon. Zakoni Burgosa ali Leyes de Burgos, ki so prvič urejali obnašanje Špancev proti domačinom v Ameriki, so bili tukaj razglašeni leta 1512.
Búrgos Ima veliko zgodovinskih znamenitosti posebnega pomena: stolnica, razglašena za svetovno dediščino UNESCO-ja v letu 1984 , samostan Las Huelgas Reales in kartuzija Miraflores ter veliko število cerkva, palač in drugih stavb iz srednjega veka. Mesto je obdano s parkoma Fuentes Blancas in Paseo de la Isla.
Kastiljski plemič, vojskovodja in diplomat El Cid Campeador je pomembna zgodovinska osebnost mesta, saj je bil rojen nekaj kilometrov severno od Búrgosa, tukaj pa je odraščal in se izobraževal.
Mesto predstavlja glavno stičišče v severni Španiji vzdolž Camino de Santiago, ki poteka vzporedno z reko Arlanzón.
Ima dobro razvit transportni sistem, ki tvori glavno komunikacijsko vozlišče v severni Španiji. V letu 2008 je mednarodno letališče Búrgos začelo ponujati komercialne lete. Poleg tega naj bi  AVE vlaki za visoke hitrosti začeli obratovati leta 2015.
Muzej evolucije človeka je bil odprt leta 2010 je edinstven svoje vrste na svetu in bo predvidoma postal eden izmed top 10 najbolj obiskanih muzejev v Španiji. Muzej ima prvega Evropejca, ki so živeli na tem območju pred 800.000 leti.
Burgos je bil izbran kot španska prestolnica Gastronomije leta 2013.

## Toponim
Obstaja več možnih izvorov imena. Ko je bilo mesto ustanovljeno, so se okoliški prebivalci preselili v utrjene vasi, ki so jih Vizigoti imenovali Burgos, kar je pomenilo kraje utrjene z obzidji (gotsko baurgs) . Mesto se je najprej imenovalo Caput Castellae ("Cabeza de Castilla" ali "Glava Kastilije").

## Zgodovina
Prvi ljudje (Arhaični Homo sapiens, natančneje Homo antecessor) so živeli okoli Burgosa že pred okoli 800.000 leti. Ko so ozemlje zasedli Rimljani, je bila, kar je sedaj pokrajina Burgos, Keltsko-ibersko mesto. V rimskih časih je bilo del Hispania Citerior (Prednja Hispanija) in nato Hispania Tarraconensis (Tarakonska Hispanija). V 5. stoletju so Vizigoti pregnali Svebe, nato so skoraj vso Kastilijo v 8. stoletju zasedli Arabci, čeprav le za kratek čas. Alfonz III. Asturski, tudi Veliki, kralj León, Galicije in Asturije, je ozemlje osvojil približno sredi 9. stoletja, zgradil več gradov za obrambo krščanstva, od koder je nato osvajal še ostala izgubljena ozemlja. Regija je postala znana kot Castilja (lat. castella), to je 'dežela gradov'.
Burgos je bil ustanovljen leta 884 kot postojanka za širjenje krščanskih meja , ko je Diego Rodríguez Porcelos, grof Kastiljski, urejal to ozemlje z nalogo spodbujati rast števila krščanskega prebivalstva. S tem namenom je zbral prebivalce znotraj utrjenih naselij. Na začetku se je mesto imenovalo Caput Castellae ("Cabeza de Castilla" ali "Glava Kastilije"). Okraj (condado) Burgos, last kralja Leona, še naprej upravljajo grofje in se je postopoma razširilo. Eden od teh grofov, Fernán González, se je osamosvojil.
V 11. stoletju je mesto postalo sedež katoliškega škofa in prestolnica Kraljevine Kastilija. Burgos je bil velika postaja za romarje na poti v Santiago de Compostela  in trgovsko središče med Biskajskim zalivom in jugom, ki je pritegnilo nenavadno veliko tujih trgovcev, ki je postala del mestne oligarhije in izključila druge tujce. Med 13. in 14. stoletjem je bil Burgos najljubši sedež kraljev Leóna in Kastilije in mesto njihovih grobnic. Consejo ali mestna občina Burgos je bila trdno v rokah razreda premožnih caballeros villanos ("kmečkih vitezov"), ki je zagotavljala monarhiji kontingent vojakov: kraljeva listina iz leta 1255 in 1266 je odobrila tistim državljanom Burgosa, ki so imeli v lasti konje, da si lahko sami oprostijo davke pod pogojem, da še naprej živijo znotraj mestnega obzidja. Trgovcem je uspelo naslediti od katedralnega kapitlja, kot glavnega kupca zemljišč po letu 1250; trgovsko poslovanje so izvajali skupaj z občinskimi ali kraljevimi funkcijami in pošiljali svoje sinove v Anglijo in v Flandriji, da bi pridobili izkušnje v čezmorski trgovini. Nekaj družin znotraj hermandades ali bratovščine, kot sta Sarracín in Bonifaz, je uspelo monopoliziranje alcalde  ali župana; posebno sodišče,  alcalde del rey je v Burgosu prvič omenjeno leta 1281. Z vladavino Alfonza X. je oprostitev ne-žlahtnih vitezov in verskih korporacij, v kombinaciji s pretiranimi darili in donacijami samostanom in posameznikom, prineslo velik pritisk na blaginjo na področju gospodarstva.
V stoletju po osvojitvi Sevilje (1248), je Burgos postal poligon za kraljevo politiko  povečanja moči proti consejo, deloma s spodbujanjem pravice do pritožbe consejo do kralja. Leta 1285 je Sancho IV. conseju dodal nov organ, ki naj bi ga obvladoval: jurado, ki je bil pristojen za pobiranje davkov in nadzor nad javnimi deli; kralj si je pridržal pravico do izbire svojih članov. Mesto je spoznalo, da je nevarnost za njegovo avtonomijo prišla s precej neurejeno aristokracijo kraljevih manjšin. Burgos se je leta 1295 in 1315 pridružil hermandades mestom, da bi se skupaj vzajemno zaščitila. V 14. stoletju je imel uradni kraljevi vdor v mestno upravo namen preprečiti izbruhe nasilja, ki bi ga povzročili velik razred manjših trgovcev in obrtnikov, na katere je padla davčna obremenitev. Alguacil bil kraljevi urad ustanovljen za razsojanje nesoglasij.
9. junija 1345 je Alfonz XI. Kastiljski ukinil mestno vlado in ustanovil neposredno kraljevo oblast nad  Burgosom preko Regimiento šestnajstih imenovanih moških.
Leta 1574 je papež Gregor XIII. škofa povzdignil v nadškofa, na zahtevo kralja Filipa II.
Burgos je bil prizorišče številnih vojn: z Mavri boji med Leónom in Navarro in med Kastilijo in Aragonijo. V polotoški vojni proti Napoleonovi Franciji, med 19 septembrom - 21. oktobrom 1808,  je bil oblegani Burgos prizorišče umika vojvode Wellingtona. Spet v 19. stoletju, je bil Burgos prizorišče bitke carlistov v državljanski vojni španskega nasledstva. Med špansko državljansko vojno, je bil Burgos baza upornikov nacionalistične vlade generala Franca.

## Geografija in klima
Na nadmorski višini 856 metrov ima mesto Burgos celinsko sredozemsko podnebje (KÖPPEN CSB). Značilne so zelo hladne in vetrovno zime. Pozimi je vedno sneg in temperature pod lediščem. Temperaturna območja so lahko ekstremna, precej bolj je suho kot španskih obalnih regijah, čeprav so padavine čez vse leto. Povprečna letna količina padavin je 546 mm, povprečna letna relativna vlažnost je 72%. V zimskem času temperature zelo pogosto (skoraj vsak dan) padejo pod ledišče, pogosto dosežejo temperature -10 °C. V poletnih mesecih so povprečne temperature 27,5 °C. Najnižja zabeležena temperatura v Burgosu je bila -21 °C in to 20. januarja 1885. Najvišja zabeležena temperatura je bila 39 °C in to 13. avgusta 1987.
- Reka Arlanzón spomladi
- Reka Arlanzón jeseni
- Reka Arlanzón pozimi

## Glavne znamenitosti
Burgos je bogat po starih cerkvah in samostanih. Tri najbolj izstopajo: katedrala s svojo kapelo Condestables de Castilla, samostan Las Huelgas in kartuzijanski samostan Miraflores. Manjše pomembne cerkve so še San Esteban, San Gil (Sancti Aegidii), San Pedro, San Cosme y San Damian, Santiago (Sancti Jacobi), San Lorenzo in San Lesmes (Adelelmi). V Convento de la Merced so jezuiti, tudi zgodovinskega in arhitekturnega pomena je Hospital del Rey.
Med drugimi zanimivimi arhitekturnimi objekti je mestno obzidje z znanimi vrati Santa María, postavljena kot prvi vhod cesarja Karla V. in obok Fernan González
- Arco de Santa María, srednjeveška mestna vrata zgrajena v 14. st.
- Kip El Cid.
- Katedrala Naše gospe v Burgosu.

### Gotska stolnica
Gradnja gotske stolnice v Burgosu se je začela leta 1221 in se nadaljevala predvsem od 13. do 15. stoletja. Je na seznamu UNESCO-ve svetovne dediščine. Zahodno pročelje spremljajo stolpi, ki se končajo v osmerokotne fiale prekrite s kamnitim [[krogovičje]m. Srednji del, ki služi kot vhod, ima tri alabastrne pilastre, interkolumnij, ki nosijo panele s slikami, ki predstavljajo mučeništvo svetnikov. Fasada je bogato okrašena z odlično površinsko dekoracijo.
Osmerokotna kapela Condestable, polna okrasja, visokih reliefov in gotsko zasnovo, ima na strehi kot zaključek balustradne stolpiče, koničaste igle in kipe. V spodnjem delu so grbi, grbovni ščiti in levi narejeni v skupini. Zunanjost zakristije je okrašena z izrezljanim krogovičjem, figurami angelov in vitezi v oklepih. Tabernakelj je sestavljen iz dveh osmerokotnih delov v korintskem slogu.

### Monasterio de las Huelgas
Monasterio de las Huelgas Reales (Opatija Santa María la Real de Las Huelgas) na obrobju mesta, je bila ustanovljena leta 1180, po nalogu kralja Alfonza VIII. Začela se je v pred-gotskem slogu, potem pa je bil dodan skoraj vsak slog. Samostani so bili opisani kot "tekmeci za lepoto tako v podrobnostih kot oblikovanju in morda neprekosljivi v čemerkoli v svoji starosti in slogu v katerem koli delu Evrope" (1911 Encyclopaedia Britannica). En samostan ima polkrožne loke z občutljivimi in različnimi stebri; drug ima šiljast slog zgodnje gotike. Notranjost cerkve ima ogromne stebre, ki podpirajo veličastne oboke. Vhod je moderen. Ta samostan je imel v zgodovini izredne privilegije kraljev in papežev.

### Kartuzija Miraflores
Kartuzija Miraflores (Cartuja de Miraflores) se nahaja približno štiri kilometre od zgodovinskega središča mesta. Med zakladi kartuzije so leseni kip sv. Bruna, leseni korni sedeži in grob kralja Juan II. in njegove žene Izabele Portugalske, zgrajen iz marmorja z alabastrnima ležečima podobama ter grob njunega sina , princa Alfonza. Izdelavo pripisujejo Gilu de Silou, ki je izdelal tudi olrat, ki naj bi bil pozlačen z zlatom iz prvega tovora iz Novega sveta. Okoli zgornjega friza so kipi angelov v miniaturi. Francoski vojaki so v vojni za neodvisnost (1814) pohabili to čudovito delo, odrezali nekaj glav in jih odnesli v Francijo. Hčere kralja Juana II. po prvi ženi, Katarina, princesa Asturije, in Eleonora, princesa Asturije, sta tudi pokopani v samostanu.

### Zgodovinski center
Mesto ohranja svoj srednjeveški zgodovinski center, ki leži v mejah mestnega obzidja.

## Muzeji
Burgos ima skupaj 10 muzejev, najnovejši pa muzej človeške evolucije (10. najbolj obiskan muzej v Španiji):
- Muzej človeške evolucije je bil odprt 13. julija 2010. Temelji je na najdbah iz arheološkega najdišča Atapuerca, 20 km vzhodno od Burgosa. Atapuerca je bila imenovana na Unescov seznam svetovne dediščine. Vsebuje več jam, kjer so bili najdeni fosili in kamnita orodja prvih znanih hominidov v Zahodni Evropi.
- Muzej mesta Burgos hrani pomembne dokumente o zgodovini mesta od prazgodovine do danes. Sedež ima v renesančni palači Íñigo Angulo
- Museo del Libro Fadrique de Basilea, muzej knjige

## Promet

### Letališče
Letališče Burgos se nahaja le 5 km iz centra mesta, z dnevnimi leti do mednarodnega letališča Barcelona ter spomladi in poleti na Palmo de Mallorca in Orly.

### Železnica
Mesto velja za prvovrstno železniško vozlišče. Leta 2010 so zaznamovali 150 let od prihoda prve železnice v mesto. Prvi vlak je bil prisoten 25. oktobra 1860. Glede na to, da se nahaja na pol poti, je Burgos kmalu postala pomembno središče komunikacije med centrom in severom države.
Od decembra 2007 je bilo mesto povezano z glavnimi mesti provinc z vlaki visokih hitrosti Alvia. 12. decembra 2008 je bila odprta nova železniška postaja z imenom Burgos-Rosa de Lima. Nahaja se v bližini Villímar na severovzhodu mesta in je prilagojena za prihodnjo hitro progo. Leta 2015 bo AVE, vlaki za visoke hitrosti, približal mesto Madridu v samo 84 minutah, oziroma Bilbau v 70 minutah.

### Tramvaj
Projekt za izvedbo tramvaja je bil načrtovan v dolžini Boulevarja, uradno imenovanega Avenida de Valencia. To bi bilo približno 12 km z začetkom pri železniški postaji Burgos-Rosa de Lima in koncem pri Univerzi Burgos. Vrednost je bila ocenjena med 80 in 120 milijonov evrov.
Zaradi gospodarske krize in cen nepremičnin, je bil projekt začasno odložen.

### Avtobus
Burgos ima mednarodno avtobusno postajo, ki se nahaja v središču mesta, le nekaj sto metrov od katedrale. Povezuje mesto s skoraj vsemi regijami Španije, kakor tudi s številnimi evropskimi mesti (Amsterdam, Baslu, Bernu, Bratislavi, Bruslju, Kölnu, Hamburgu, Frankfurtu, Ženevi, Gdansk, Kijevu, Lizbona, Ljubljana, Lviv, Lodž London, Lyon, Marseille, Moskva, München, Nica, Pariz, Porto, Praga, Rotterdam, Sofia, Haag, Varšava, Zürich) in celo mesti severne Afriko (Casablanca, Marakeš, Rabat).

### Kolo
Mesto ima svoj sistem javne izposoje koles, imenovano Bicibur. Zasnovan je z lokalnim podjetjem in ima več kot 20 točk za distribucijo koles po vsem mestu. Mreža več kot 100 km kolesarskih stez je 6. največja kolesarska mreža v Španiji. 

### Trajnostna mobilnost
Burgos se je zavezal za trajnostno mobilnost in je zmagal kot CiViTAs mesto leta v letu 2007, to je najpomembnejša nagrada na evropski ravni in nagrada Energy Globe leta 2008 (Nobelova nagrada za trajnostnost) v kategoriji zrak. Mesto je vodilno med španskimi mesti v smislu trajnostne mobilnosti z velikimi prizadevanji za središče mesta brez avtomobilov, prost sistem izposoje koles in 100% čist javni prevoz. Burgos zdaj vodi CiViNET omrežje, ki se ukvarja s trajnostno mobilnostjo v mestih v Španiji in na Portugalskem.

## Univerza
Pogosto skrajšano "UBU", Univerza v Burgosu, je javna univerza s približno 10.000 študenti, ki študirajo več kot 30 različnih dodiplomskih programov, več kot 20 doktorskih programov, kakor tudi več uradnih Masters in drugih podiplomskih programov. Ustanovljena je bila leta 1994, ko je bila razdeljena Univerza v Valladolidu.
UBU sodeluje s projektom Erasmus, študentski program izmenjave Evropske unije in vsak semester gosti študente iz različnih držav Evropske unije, kot tudi Islandije, Lihtenštajna, Norveške in pridruženih držav vzhodne Evropi. Poleg tega študentje iz različnih regij po vsem svetu, tudi Kitajske, Latinske in Severne Amerike, da lahko sodelujejo v programih izmenjav. V celoti ima Univerza Burgos sporazume za izobraževanje z več kot 100 mednarodnimi akademskimi institucijami.

## Pobratena mesta
Burgos je pobraten z:
- Bruges, Belgija
- Loudun, Francija
- Pessac, Francija
- San Juan de los Lagos, Mehika
- Valencia, Španija
- Vicenza, Italija